# Acrida herbacea
Acrida herbacea är en insektsart som beskrevs av Bolívar, I. 1922. Acrida herbacea ingår i släktet Acrida och familjen gräshoppor. Inga underarter finns listade i Catalogue of Life.